# Чемпионат России по кёрлингу среди мужчин
Чемпионат России по кёрлингу среди мужчин — ежегодное соревнование российских мужских команд по кёрлингу. Проводится с 1993 года по системе «зима—весна».
С 2015 соревнования проходят в двух дивизионах (до 2014 — в трёх) — высших лигах «А» и «Б». Организатором является Федерация кёрлинга России.

## Формула соревнований
Первенство разыгрывается между командами, входящими в высшую лигу «А». 8 составляющих её команд проводят двухкруговой турнир по туровой системе. Места распределяются по общему количеству побед. В случае равенства побед между двумя или более участниками приоритет отдаётся результатам личных встреч. 8-я команда покидает высшую лигу «А». Её меняет победитель высшей лиги «Б». В переходных матчах за право играть в следующем сезоне в ведущем дивизионе встречаются 7-я команда высшей лиги «А» и 2-я высшей лиги «Б».
С 2015 введена стадия плей-офф, в которой играют 4 лучшие команды по итогам предварительного двухкругового турнира.

## Призёры
| Год  | 1-е место                       | 2-е место                                      | 3-е место                                |
| ---- | ------------------------------- | ---------------------------------------------- | ---------------------------------------- |
| 1993 | «Форс-Мажор» (Санкт-Петербург)  | «Годива» (Санкт-Петербург)                     | «Кёрлинг клуб» (Санкт-Петербург)         |
| 1994 | «Обуховец» (Санкт-Петербург)    | «Лесгафтовец» (Санкт-Петербург)                | «Кёрлинг клуб» (Санкт-Петербург)         |
| 1995 | «Обуховец» (Санкт-Петербург)    | «Лесгафтовец» (Санкт-Петербург)                | СКА (Санкт-Петербург)                    |
| 1996 | СКА (Санкт-Петербург)           | «Обуховец» (Санкт-Петербург)                   | «Лесгафтовец» (Санкт-Петербург)          |
| 1997 | «Годива» (Санкт-Петербург)      | «Обуховец» (Санкт-Петербург)                   | СКА (Санкт-Петербург)                    |
| 1998 | СКА (Санкт-Петербург)           | СКА-2 (Санкт-Петербург)                        | «Динамо» (Москва)                        |
| 1999 | «Лесгафтовец» (Санкт-Петербург) | СКА (Санкт-Петербург)                          | «Динамо» (Москва)                        |
| 2000 | СКА (Санкт-Петербург)           | «Годива» (Санкт-Петербург)                     | ЭШВСМ-«Москвич» (Москва)                 |
| 2001 | СКА (Санкт-Петербург)           | «Лесгафтовец» (Санкт-Петербург)                | «Росин» (Санкт-Петербург)                |
| 2002 | СКА-2 (Санкт-Петербург)         | «Росин» (Санкт-Петербург)                      | СКА (Санкт-Петербург)                    |
| 2003 | СКА (Санкт-Петербург)           | ЭШВСМ-«Москвич»-2 (Москва)                     | ЭШВСМ-«Москвич» (Москва)                 |
| 2004 | «Росин» (Санкт-Петербург)       | СКА (Санкт-Петербург) ЭШВСМ-«Москвич» (Москва) |                                          |
| 2005 | ЭШВСМ-«Москвич» (Москва)        | «Лесгафтовец» (Санкт-Петербург)                | СКА (Санкт-Петербург)                    |
| 2006 | ЭШВСМ-«Москвич» (Москва)        | «Москвич» (Москва)                             | «Лесгафтовец» (Санкт-Петербург)          |
| 2007 | «Лесгафтовец» (Санкт-Петербург) | ЭШВСМ-«Москвич» (Москва)                       | ЭШВСМ-«Москвич»-2 (Москва)               |
| 2008 | ЭШВСМ-«Москвич» (Москва)        | Москва                                         | «Москвич» (Москва)                       |
| 2009 | «Москвич» (Москва)              | «Лесгафтовец» (Санкт-Петербург)                | «Лесгафтовец»-ШВСМ-ЗВС (Санкт-Петербург) |
| 2010 | ЭШВСМ-«Москвич» (Москва)        | «Москвич» (Москва)                             | «Ижора» (Санкт-Петербург)                |
| 2011 | «Адамант» (Санкт-Петербург)     | «Москвич» (Москва)                             | ЭШВСМ-«Москвич» (Москва)                 |
| 2012 | «Москвич» (Москва)              | «Адамант» (Санкт-Петербург)                    | «Юность-Метар» (Челябинск)               |
| 2013 | «Адамант» (Санкт-Петербург)     | «Москвич» (Москва)                             | Сборная Москвы                           |
| 2014 | «Адамант» (Санкт-Петербург)     | Москва-1                                       | Москва-2                                 |
| 2015 | «Адамант»-2 (Санкт-Петербург)   | «Адамант»-1 (Санкт-Петербург)                  | УОР-2 (Санкт-Петербург)                  |
| 2016 | «Адамант»-1 (Санкт-Петербург)   | «Адамант»-2 (Санкт-Петербург)                  | Московская область-1 (Дмитров)           |
| 2017 | Краснодарский край-1 (Сочи)     | Московская область-1 (Дмитров)                 | Сборная Москвы                           |
| 2018 | «Адамант»-1 (Санкт-Петербург)   | «Адамант»-2 (Санкт-Петербург)                  | Московская область-1 (Дмитров)           |
| 2019 | «Адамант»-1 (Санкт-Петербург)   | Краснодарский край-1                           | Сборная Москвы                           |
| 2020 | Санкт-Петербург-1               | Краснодарский край-1                           | Новосибирская область                    |
| 2021 | Санкт-Петербург 1               | Московская область 1                           | Санкт-Петербург 2                        |
| 2022 | Московская область 1            | Краснодарский край                             | Санкт-Петербург 1                        |
| 2023 | Санкт-Петербург 1               | Иркутская область — Комсомолл 1                | Санкт-Петербург 2                        |
| 2024 | Санкт-Петербург 1               | Краснодарский край                             | Иркутская область — Комсомолл            |
| 2025 | Санкт-Петербург 1               | Краснодарский край                             | Сборная Москвы                           |